# Disturbios de Qamishli de 2004
Los disturbios de Qamishli de 2004 fueron un levantamiento de los kurdos sirios en la ciudad nororiental de Qamishli en marzo de 2004. Los disturbios comenzaron durante un caótico partido de fútbol, cuando algunos fanáticos árabes del equipo invitado comenzaron a sacar fotos de Saddam Hussein, una acción que enfureció a los kurdos fanáticos del equipo anfitrión, debido a la campaña Anfal de Hussein contra los kurdos iraquíes. Ambos grupos comenzaron a tirarse piedras el uno al otro. La oficina local del Partido Baaz Árabe Socialista fue incendiada por manifestantes kurdos, lo que provocó la reacción de las fuerzas de seguridad. El ejército sirio respondió rápidamente, desplegando tropas respaldadas por tanques y helicópteros, y lanzando una ofensiva. Los acontecimientos alcanzaron su punto álgido cuando los kurdos de Qamishli derribaron una estatua de Hafez al-Assad. Al menos 30 kurdos fueron asesinados cuando los servicios de seguridad reafirmaron el control de la ciudad. Como resultado de la represión, miles de kurdos sirios huyeron al Kurdistán iraquí.

## Antecedentes
Qamishli es la ciudad más grande de la gobernación de Al-Hasakah y está ubicada en el noreste de Siria. Se la considera la capital de la comunidad kurda y asiria. También es el centro de la lucha kurda siria, especialmente en los últimos años.
La razón por la que los kurdos estaban tan molestos por las fotos que mostraban a Saddam Hussein era por las masacres de kurdos por parte de Hussein.
Los kurdos también sintieron la oposición del gobierno sirio en 1962, cuarenta años antes, cuando el gobierno hizo un censo y dejó fuera de él a muchos kurdos. Esto los dejó a ellos y a sus hijos sin ciudadanía y sin derecho a obtener trabajos en el gobierno o tener propiedades. Esta minoría ignorada ahora consiste en cientos de miles de kurdos, que portan tarjetas de identificación como "extranjeros". Otro movimiento que tomó el gobierno que ha alimentado las tensiones fue el reasentamiento de árabes de otras partes del país a lo largo de la frontera con Irán, Irak y Turquía. Hicieron esto para construir un amortiguador entre las áreas kurdas, lo que ha fomentado el odio entre kurdos y árabes.
Estados Unidos ha reconocido diplomáticamente al Kurdistán iraquí durante un período más largo, lo que ha llevado a los estadounidenses a invitar al actual líder kurdo del Kurdistán iraquí, Masoud Barzani, a la Casa Blanca y a una reunión en Bagdad cuando el presidente estadounidense estaba en la ciudad. La visita del vicepresidente de Estados Unidos, Joe Biden, a la cuarta ciudad más grande de Irak, Erbil, también conocida como la capital del Kurdistán iraquí, ayudó a fortalecer su alianza con ellos. Estados Unidos inició la Operación Proporcionar Confort en un intento por defender a los kurdos que huyen de sus hogares en el norte de Irak como resultado de la Guerra del Golfo en Irak . La representación kurda en el gobierno iraquí ha aumentado desde la invasión estadounidense en 2003. Jalal Talabani, el primer presidente kurdo de Irak, fue elegido en 2005, y los kurdos han ocupado el escaño presidencial desde entonces, aunque la posición es algo ornamental.

## Eventos de 2004
El 12 de marzo de 2004, un partido de fútbol en Qamishli entre un equipo kurdo local y un equipo árabe de Deir ez-Zor, en el sureste de Siria, desató violentos enfrentamientos entre los aficionados de los bandos opuestos que se extendieron por las calles de la ciudad. Según los informes, los fanáticos del equipo árabe recorrieron la ciudad en un autobús, insultando a los líderes kurdos iraquíes Masoud Barzani y Jalal Talabani, entonces líderes de los dos partidos principales del Kurdistán iraquí, y blandiendo retratos del depuesto líder iraquí Saddam Hussein, cuya infame campaña Al-Anfal. Se calcula que mató a 182.000 civiles kurdos en Irak. En respuesta, los fanáticos kurdos supuestamente proclamaron "Sacrificaremos nuestras vidas por Bush", refiriéndose al presidente de Estados Unidos George W. Bush, quien invadió Irak en 2003, derrocó a Saddam y provocó la Guerra de Irak. Las tensiones entre los grupos llegaron a un punto crítico y los fanáticos árabes de Deir ez-Zor atacaron a los fanáticos kurdos con palos, piedras y cuchillos. Las fuerzas de seguridad del gobierno, traídas para sofocar los disturbios, dispararon contra la multitud y mataron a seis personas, incluidos tres niños, todos ellos kurdos.
Los manifestantes incendiaron la oficina local del Partido Baaz, lo que provocó que las fuerzas de seguridad respondieran y mataran a más de 15 de los alborotadores e hirieran a más de 100. Funcionarios en Qamishli alegaron que algunos partidos kurdos colaboraban con "extranjeros fuerzas "para supuestamente anexar algunas aldeas de la zona al norte de Irak. Los acontecimientos alcanzaron su punto álgido cuando los kurdos de Qamishli derribaron una estatua de Hafez al-Assad. El ejército sirio respondió rápidamente, desplegando miles de tropas respaldadas por tanques y helicópteros. Al menos 30 kurdos murieron cuando los servicios de seguridad volvieron a tomar la ciudad, más de 2.000 fueron arrestados en ese momento o posteriormente.

### Enjuiciamiento de los manifestantes kurdos
Después de la violencia, el presidente Bashar al-Assad visitó la región con el objetivo de lograr una "unidad nacional" y supuestamente indultó a 312 kurdos que fueron procesados por participar en la masacre.

## Consecuencias

### Campo de refugiados de Moqebleh (Moquoble)
Después de los eventos de 2004 en Qamishli, miles de kurdos huyeron a la región kurda de Irak.  Las autoridades locales, el ACNUR y otras agencias de la ONU establecieron el campamento de Moqebleh en una antigua base del ejército cerca de Dohuk.
Varios años después, el KRG trasladó a todos los refugiados, que llegaron antes de 2005, a una vivienda en un segundo campamento, conocido como Qamishli . El campamento consiste en un modesto desarrollo de viviendas con docenas de casas de bloques de concreto y una mezquita.
El campamento original en la antigua ciudadela del Ejército ahora contiene alrededor de 300 personas. Muchas de las casas están hechas de bloques de cemento, cubiertas con lonas de plástico. Las letrinas y duchas están en edificios separados al final de la calle. Las autoridades proporcionan electricidad, camiones de agua y raciones de alimentos. 
Los kurdos pueden salir del campo para trabajar. Como supuestos refugiados, no pueden conseguir trabajos en el gobierno, pero pueden trabajar en el sector privado, a menudo como trabajadores de la construcción o conductores. Parece probable que los kurdos no regresen a Siria hasta que cambien las condiciones políticas.

### Demostraciones de 2005
En junio de 2005, miles de kurdos se manifestaron en Qamishli para protestar por el asesinato de Sheikh Khaznawi, un clérigo kurdo en Siria, que resultó en la muerte de un policía y heridas a cuatro kurdos. En marzo de 2008, según Human Rights Watch,  las fuerzas de seguridad sirias abrieron fuego contra los kurdos que estaban celebrando el festival de primavera de Nowruz. El tiroteo mató a tres personas.

### Vigilia de 2008 en memoria de los disturbios
El 21 de marzo de 2008, el Año Nuevo kurdo (Newroz), una clase de la escuela celebró una vigilia de 5 minutos en memoria de los disturbios de Qamishli de 2004. Los participantes fueron investigados por realizar la vigilia. 

### Protestas de 2011 en Qamishli
Con el estallido de la Guerra Civil Siria, la ciudad de Qamishli se convirtió en uno de los escenarios de protesta. El 12 de marzo de 2011, miles de kurdos sirios en Qamishli y al-Hasakah protestaron el día del mártir kurdo, un evento anual desde las protestas de 2004 al-Qamishli. 

### Rebelión de 2012
En 2012, elementos armados entre los kurdos lanzaron una rebelión kurda siria en el norte y noroeste de Siria, apuntando contra las fuerzas del gobierno sirio. En la segunda mitad de 2012, la rebelión también resultó en enfrentamientos entre soldados kurdos y militantes del Ejército Sirio Libre, ambos luchando por el control de la región.